# Придонишвили, Бесик Нодарович
Бесик (Виссарион) Нодарович Придонишвили (род. 11 марта 1961, Тбилиси) — советский и грузинский футболист, нападающий.

## Биография
Воспитанник 35-й футбольной школы Тбилиси, тренер О. Кинцурашвили.
В 1978—1979 годах — в составе «Авиатора» Тбилиси.
Бо́льшую часть карьеры провёл в клубе «Гурия» Ланчхути (1980—1981, 1983—1984, 1986—1992, 1993—1994). Играл за команду в первой лиге СССР (1980—1981, 1983—1984, 1986, 1988—1989), чемпионатах СССР (1987) и Грузии (1990—1991/92, 1993/94).
В 1981—1982 годах выступал за дубль «Динамо» Тбилиси, в 1985 году сыграл 9 матчей в чемпионате за «Динамо».
В чемпионате Грузии играл также за «Алазани» Гурджаани (1992/93) и «Шевардени-1906» (1994/95).
В сезоне 2001/02 выступал за немецкий клуб «Ваккер» Бад-Зальцунген.
Лучший бомбардир первой лиги СССР 1986 года (совместно с Манасяном, «Памир») — 27 голов; команда со второго места вышла в высшую лигу.
В финальном матче Кубка Грузии 1990 года забил единственный мяч на 95-й минуте.
Второй призёр чемпионата Грузии 1990, 1991.